# Domingos Monteiro Peixoto
Domingos Monteiro Peixoto (? —?), 1.º Barão de São Domingos, foi um político brasileiro.

## Biografia
Súbdito brasileiro e Doutor em Direito, foi presidente das províncias do Piauí, nomeado por carta imperial de data desconhecida, de 9 de abril a 21 de abril de 1870, do Amazonas, nomeado por carta imperial de 31 de maio de 1872, de 8 de julho de 1872 a 16 de março de 1875, e do Espírito Santo, nomeado por carta imperial de 6 de fevereiro de 1875, de 4 de maio a 24 de dezembro de 1875.
A sua passagem no governo da Província do Amazonas foi marcada por forte polémica, tendo sido publicamente acusado de despotismo e corrupção. D. Luís I, rei de Portugal, concedeu-lhe, por uma vida, o título de 1.º Barão de São Domingos a 23 de dezembro de 1876, o que provocou grande comoção junto da comunidade portuguesa em Manaus, que protestou vivamente, comprovando, inclusivamente a falsidade das cartas abonatórias enviadas para a corte portuguesa. No livro "Commendador e barão, documentos para a historia dos consulados portuguezes no imperio do Brazil collegidos e commentados por D.A. Gomes Percheiro", publicado em 1877, são apresentadas parte das acusações assim como respectivas provas, incluindo o cadastro policial que incluía, à data, várias detenções por roubo. Domingos António Gomes Percheiro e Justino Francisco Portal foram destacados participantes activos do “Protesto da colónia residente em Manaus contra o Sr. Monteiro Peixoto”.

## Casamento e descendência
Casou com Amélia Carolina de Oliveira (? - Rio de Janeiro, 31 de Julho de 1895), com geração.